# Royal Bafokeng Stadium
Royal Bafokeng Stadium (Royal Bafokeng Sports Palace) – wielofunkcyjny stadion w Rustenburgu, w Prowincji Północno-Zachodniej, w Południowej Afryce. Oprócz piłkarzy nożnych, na stadionie swe mecze rozgrywają rugbyści, znajduje się tam także bieżnia lekkoatletyczna. Nazwa pochodzi od Royal Bafokeng Nation (rodzinne strony ludzi z Bafokeng).

## Mistrzostwa Świata 2010
Po przyznaniu organizacji MŚ w Południowej Afryce stadion zdecydowano się zmodernizować, pojemność stadionu została zwiększona z 38 tys. miejsc do 42 tys., by mogły się na nim rozgrywać 4 mecze pierwszej i 2 mecze drugiej rundy na MŚ 2010.
Przed 2010 rokiem główna zachodnia trybuna została zmodernizowana. Powstał nowy dach wspornikowy o łącznym koszcie 45 mln USD. Inne poprawy obejmują instalację nowych elektronicznych tablic wyników, nowe krzesełka, wymiana reflektorów i aparatury nagłaśniającej. Dzięki temu Royal Bafokeng Stadium mógł przyjąć kibiców MŚ 2010.

## Puchar Konfederacji 2009
Modernizacja stadionu zakończyła się w marcu 2009 r., co pozwoliło rozegrać cztery mecze w ramach Pucharu Konfederacji 2009.